# سومبيلا دياكيتي
سومبيلا دياكيتي Soumbeïla Diakité (بالفرنسية: Soumbeyla Diakité)‏، من مواليد 25 أغسطس 1984 ، لاعب كرة قدم مالي بنادي ستاد ماليين. وهو يلعب مع منتخب مالي لكرة القدم.

## روابط خارجية
- سومبيلا دياكيتي على موقع الاتحاد الدولي (مؤرشف)  (الإنجليزية)
- سومبيلا دياكيتي على موقع قاعدة بيانات كرة القدم.إي يو (الإنجليزية)
- سومبيلا دياكيتي على موقع ناشيونال فوتبول تيمز (الإنجليزية)
- سومبيلا دياكيتي على موقع Soccerway.com (الإنجليزية)
- سومبيلا دياكيتي على موقع أوليمبيديا (الإنجليزية)